# ماکس هورکهایمر
ماکس هورکهایمر (به آلمانی: Max Horkheimer) فیلسوف آلمانی و از نظریه‌پردازان مکتب فرانکفورت بود.

## زندگی

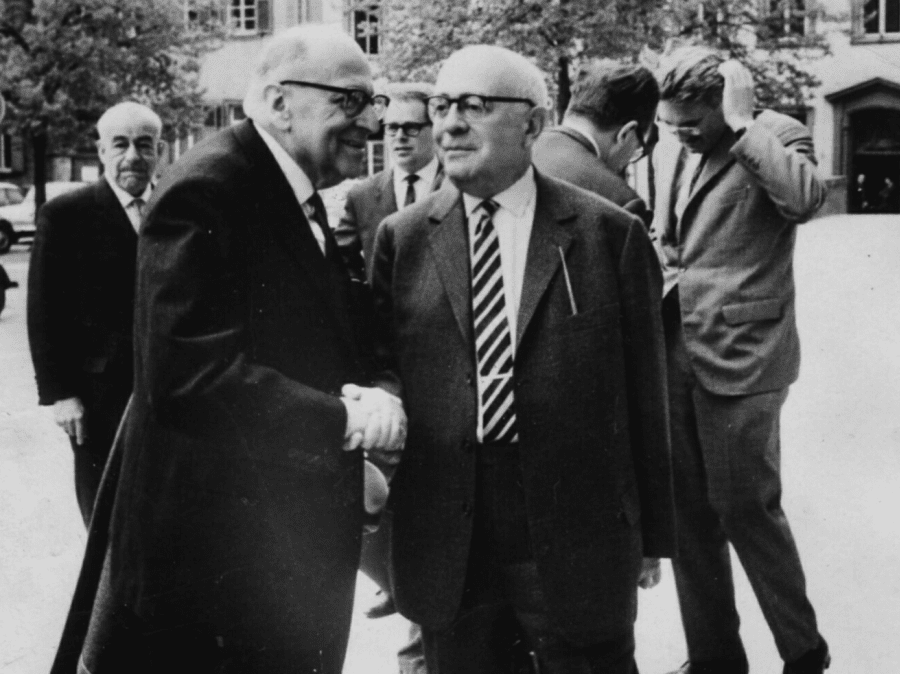
ماکس هورکهایمر و تئودور آدورنو

ماکس هورکهایمر در ۱۸۹۵ در خانوده‌ای یهودی در اشتوتگارت در آلمان به دنیا آمد. او تنها فرزند بابتا و موسی هورکهایمر بود. در ۱۹۱۷ برای مدت کوتاهی به ارتش پیوست و دو سال بعد تحصیل روان‌شناسی و فلسفه را در مونیخ آغاز کرد. سپس به فرانکفورت رفت و زیر نظر هانس کورنلیوس تحصیلات خود را ادامه داد. در ۱۹۲۲ دکترای فلسفه گرفت و به مدت سه سال دستیار کورنلیوس بود و همان زمان دوستی پایدارش با آدورنو آغاز شد. در سال ١٩٢٥ دکتری خود را با رسالهٔ ممتازی دربارهٔ سومین نقدکانت (نقد قوه حکم) گرفت.
در سال ١٩٢٨ بعد از سال‌ها دلدادگی با رز مایدن ریکهر که زمانی منشی پدرش بود و هشت سال از او بزرگتر بود، ازدواج کرد.در همان سال تدریس فلسفهٔ سیاسی را در دانشگاه فرانکفورت آغاز کرد.
اواخر دههٔ بیست، هورکهایمر به ریاست انجمن پژوهش‌های اجتماعی فرانکفورت رسید.
در ۱۹۳۳ پس از به قدرت رسیدن هیتلر ماکس هورکهایمر به همراه برخی دیگر از اعضای انجمن مجبور به مهاجرت شد: پاریس، ژنو و در پایان نیویورک. علت این مهاجرت اجباری:
۱. همگام با رایش سوم، تعطیل شدن انجمن و تحت تعقیب قرار گرفتن اعضا به دلیل دیدگاه‌های کمونیستی
٢. شروع هلوکاست؛ برخورد و آزار یهودیان (از آنجا که هورکهایمر و برخی چهره‌های انجمن یهودی‌تبار بودند).
در اواخر سال ١٩٣٣ او به نیویورک رفت، و توانست مرکز اصلی انجمن را به عنوان انجمنی وابسته به دانشگاه کلمبیا برپا کند. با ورود تدریجی پولوک، آدورنو، مارکوزه، نویمان و دیگر اعضا، فعالیت جدی انجمن در آمریکا آغاز و در مواردی، امکان همکاری با پژوهشگران آمریکایی نیز ایجاد شد. این کار بیشتر گرد پژوهش جمعی «اقتدار و خانواده» ادامه یافت و هورکهایمر مقدمهٔ مهمی بر انتشار نخستین مجلد مقاله‌ها و نوشته‌های اعضا در این مورد نوشت.
در سال ١٩٣٦ مقالهٔ «خودخواهی و جنبش آزادی» را نوشت که یکی از مهمترین رساله‌هایش به شمار می‌آید. 
پس از جنگ، در ۱۹۴۹ به فرانکفورت بازگشت و انجمن پژوهش‌های اجتماعی فرانکفورت را از نو برپا کرد. هورکهایمر یکی از چهره‌های شاخص مکتب فرانکفورت و به ویژه نظریه انتقادی است. نظرات او تأثیرات عمیقی بر جنبش دانشجوییِ دهه ۱۹۶۰ در آلمان داشت.
از شاگردان برجستهٔ او می‌توان به فیلسوف ایرانی معاصر، منوچهر جمالی اشاره کرد.